# Druidin
Druidin ist die weibliche Form des Wortes Druide und bezeichnet eine keltische Priesterin, Seherin oder Zauberin als Kultoffiziantin der Keltischen Religion. Das Wort ist vermutlich vom keltischen *dru-ṷid-es („Eichenkundige[r]“ ?) hergeleitet. Sowohl bei den antiken griechischen und römischen Autoren als auch in späteren religionsgeschichtlichen Werken ist der Stand und die Funktion der Druidinnen beschrieben. Auch im Neuheidentum und in der modernen Fantasy-Literatur nehmen sie einen festen Platz ein.

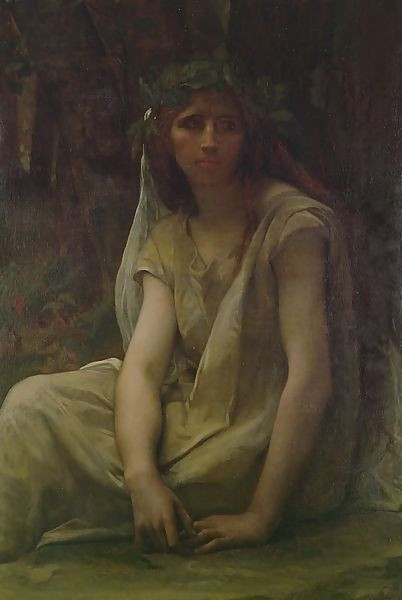
Druidin (Ölgemälde von Alexandre Cabanel, 19. Jh.)

## Druidinnen bei den Kelten der Antike
Schon in der Antike werden Druidinnen beschrieben, die in der Römischen Kaiserzeit – offenbar irrtümlich unter der Bezeichnung dryadae, was eigentlich eine Bezeichnung von Baumnymphen ist – vor allem als Seherinnen genannt werden. In der spätantiken Historia Augusta werden diese Druidinnen (auch druidas geschrieben) ebenfalls als allgemeine Bezeichnung gallischer Wahrsagerinnen verwendet. In diesem historisch unzuverlässigen Geschichtswerk sind auch Prophezeiungen solcher Druidinnen für die römischen Kaiser Severus Alexander (222–235), Aurelian (270–275) und Diokletian (284–305) überliefert. Severus Alexander sei von einer Seherin in gallischer Sprache vor einer Niederlage gewarnt worden, Diokletian und Aurelian hätten Prophezeiungen über ihre künftige Kaiserwürde und deren Dauer von Druidinnen empfangen. Aus der Geschichte ist außerdem eine Seherin namens Veleda bekannt, die um 70 n. Chr., zur Zeit Vespasians, zwar bei den germanischen Brukterern wirkte, deren Name jedoch vom keltischen banfili abzuleiten ist (altkeltisch *ṷelī-s zu fili, kymrisch gweled, „sehen“, lateinisch vultus, „Angesicht“). Von einigen Keltologen wird sie deshalb als Druidin gesehen.
Auf dem Siebdeckel des Kraters (Kessels) im Fürstengrab von Vix (bei Châtillon-sur-Seine, Burgund) ist die Bronzeplastik einer (vermuteten) Druidin angebracht.

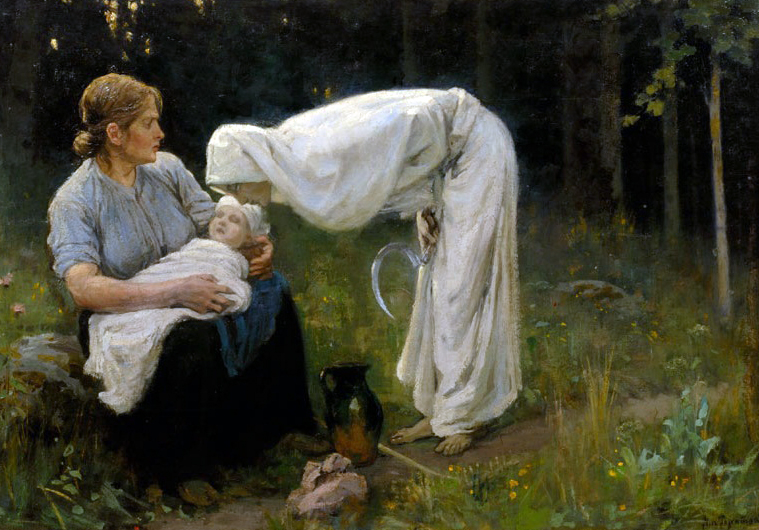
Janis Rozentals: Nāve – „Tod“ (1897)

In Irland wurden die Druidinnen als bandrúid („weibliche Druiden“) und die Seherinnen als banfáith oder banfilid („weibliche Seher/Dichter“) bezeichnet. Trotz ihrer im Vergleich zu den männlichen Druiden und Filid eher selteneren Nennung in den Überlieferungen kann ihre Existenz aus den überlieferten Texten entnommen werden. Ein Beispiel ist die zauberkräftige Druidin Tlachtga, die Tochter des Druiden Mog Ruith, nach der ein Hügel im County Meath benannt ist.
Ingeborg Clarus beschreibt in ihrem Buch Keltische Mythen. Der Mensch und seine Anderswelt die weiblichen Kultfunktionäre der Kelten aus der Sicht des Spannungsfeldes zwischen Matriarchat und Patriarchat. Zwar wird in ihrem Kapitel über das Kultpersonal die Druidin oder Seherin nicht explizit erwähnt, doch schildert sie Fedelm in ihrer Kontroverse mit der Connachter Königin Medb als Seherin, gekleidet in ein rotes Kapuzenkleid mit einem goldenen Webstab in der Hand, als Zeichen ihrer Macht über das Schicksal. Ihre dreimal wiederholte Prophezeiung, dass die Connachter Krieger im Kampf gegen den Ulter Cú Chulainn fallen würden – „Ich sehe die Krieger alle in rot, in Scharlachrot!“ – findet, ähnlich der trojanischen Kassandra, kein Gehör bei der Königin.

## Antike Autoren

### Strabon
Eine auf Poseidonios zurückgehende Nachricht, die Strabon in seiner „Geographie“ (Γεωγραφικά, Geôgraphiká, 4,4,6) überliefert, lautet:
Nicht weit vom Land entfernt, gegenüber der Ligara-(Loire)-Mündung, ist eine kleine Insel. Sie ist bewohnt von den Frauen der Samniten [sic!], die von Dionysos besessen sind. Sie machen sich diesen Gott durch Einweihungszeremonien und andere Kulthandlungen geneigt. Kein Mann betritt diese Insel; die Frauen aber segeln zum Festland, verbinden sich dort mit Männern und kehren wieder zurück. Einmal im Jahr ist es üblich, das Dach des Tempels abzutragen und am gleichen Tag vor Sonnenuntergang wieder neu zu decken. Zu diesem Zweck muss jede Frau eine Last von Baumaterial herbeibringen. Aber jene Frau, der die Last aus den Armen fällt, wird von den anderen in Stücke gerissen, und sie tragen die Leichenteile mit dem Ruf „Evah!“ um den Tempel und hören erst dann auf, wenn ihr Wahnsinn nachläßt. Und es ist üblich, dass eine der Frauen diejenige, die dazu auserwählt ist, den Tod zu erleiden, stößt [offenbar damit sie stolpert, wobei ihr das Baumaterial aus der Hand fällt, so dass sie dann geopfert werden kann].
Dieses hier geschilderte jährliche Bauopfer könnte mit dem unter den antiken Autoren weit verbreiteten literarischen Klischee über den archaischen Charakter der Barbaren und ihre rauen Sitten erklärt werden.

### Pomponius Mela
Pomponius Mela (Mitte 1. Jahrhundert n. Chr.) berichtet in seinem Werk De situ orbis („Über die Lage der Welt“) von einem keltischen weiblichen Kultverband. Die Insel Sena (Île-de-Sein vor Pointe du Raz, Département Finistère) war eine Orakelstätte, deren Priesteramt neun durch „ewige Jungfräulichkeit heilige“ Frauen versahen, „die die Gallier senas nannten“ (…Galli zenas vocant) – andere Übersetzungsvariation: „…die sie Gallizenas nannten“ (…Gallizenas vocant). Angeblich konnten diese Jungfrauen Meer und Winde mit ihren Zauberliedern beeinflussen, sich in jedes beliebige Tier verwandeln, die Zukunft vorhersehen und jedes Leiden heilen. Der Kultname sena dieser gallischen Vestalinnen könnte sich von air. sen, kymr., bret. hen ableiten, alle mit der Bedeutung „alt“ (vergleiche lat. senex „Greis“), womit die Bedeutung „die Alte“ möglich wäre. Der Inselname dürfte sich von den Bewohnerinnen herleiten.

### Tacitus
Tacitus beschreibt in seinem Bericht (Annales 14,30) über die Eroberung der Insel Mona (Anglesey) durch Gaius Suetonius Paulinus im Jahre 61 n. Chr. eine Szene bei der Anlandung der römischen Truppen:
Am Ufer stand die gegnerische Armee in einer dichten Masse von bewaffneten Männern, zwischen denen Frauen wie Furien in Leichentücher gekleidet, mit zerzaustem Haar, Fackeln schwenkend, herumliefen, […]
Ob diese Frauen, vor denen das römische Heer anfangs Grauen bis zur Bewegungsunfähigkeit empfand (… quasi haerentibus membris immobile corpus …), Druidinnen waren, kann nicht sicher gesagt werden, obwohl sie gemeinsam mit männlichen Druiden die Krieger von Mona anfeuerten.

## Abhandlungen aus dem 19. Jahrhundert
Bei Franz Xaver Schönwerth ist 1857 zu lesen:
Daß unter der Drud aber auch ein höheres Wesen, eine Walkyre, zuletzt die Freya zu verstehen sey, habe ich oben angedeutet. Eine weitere Frage wäre, ob und inwieweit die keltische Druidin an dieser Benennung Antheil habe? Ich möchte beyde strenge sondern, und für die Druidin das ganze Amt der Hexe in Anspruch nehmen; dieses würde die Gleichstellung von Drud mit Druidin und Hexe im Westen erläutern. Dort kommen die Druidensteine, Druidenbäume, Druidenwasser vor, im Osten nicht. Die Druidin ist allgemein Priesterin, Drud dagegen Priesterin einer bestimmten Gottheit, wahrscheinlich der Freya.
Auch in den Werken von Mayer „Abhandlung über einen im Fürstenthume Eichstädt entdeckten Grabhügel einer altteutschen Druidin“ (1825) und Barth: „Ueber die Druiden der Kelten …“ 1826. werden die keltischen Druidinnen beschrieben. Als Druidengrab wird von Mayer, Stadtpfarrer von Eichstätt, der Fundort deshalb angesprochen, weil trotz reicher Grabbeigaben alle kriegerischen Artefakte fehlten. Der Begriff „altteutsch“ bezieht sich auf den Fundort, nicht auf eine vermutete germanische Volkszugehörigkeit.

## Moderne Rezeption in Roman, Drama und Oper
François-René de Chateaubriand (1768–1848) lieferte mit einem Abschnitt seines Romanes Les martyrs ou le Triomphe de la religion chrétienne (1804) eine Vorlage für den Librettisten Felice Romani, der den Text zur Oper Norma von Vincenzo Bellini schrieb. Bei Chateaubriand liebt der römische Oberbefehlshaber der Aremorica die keltische Druidin Velléda (als Vorbild diente die Veleda der Brukterer, oben), die sich wegen der ausweglosen Liebe tötet. Die dieses Thema behandelnde Tragödie Norma von Alexandre Soumet war dann die Grundlage für Romani und Bellini. Aus dem altsächsischen Heiligtum Irminsul wird in diesen Werken bedenkenlos eine keltische Göttin und Norma ihre Priesterin (La sacerdotessa d'Irminsul war der Titel eines weiteren Librettos von Romani).
In seinem Drama La Druidesse beschreibt Édouard Schuré (1841–1929) den mystischen Aspekt der keltischen Seele am Beispiel einer keltischen Druidin ([…] ses mouvements incalculables, ses soubresauts les plus terribles comme ses plus sublimes inspirations. – „[…] ihre unabsehbaren Bewegungen, ihre schrecklichen Krämpfe ebenso wie ihre erhabenen Inspirationen.“).
Im humoristischen Roman Auch einer (1878) von Friedrich Theodor Vischer werden im Kapitel Der Besuch, das in einem Pfahldorf in Helvetien spielt, Druidinnen genannt, die hier den Titel Gwyllion („Gwyonkind“, „Gwyonchen“), nach dem Jugendnamen Gwion Bach des Dichters Taliesin tragen. Damit will der Autor ausdrücken, dass die Druidinnen nicht ganz so weise wie der große Taliesin sind.

## Druidinnen im Neopaganismus

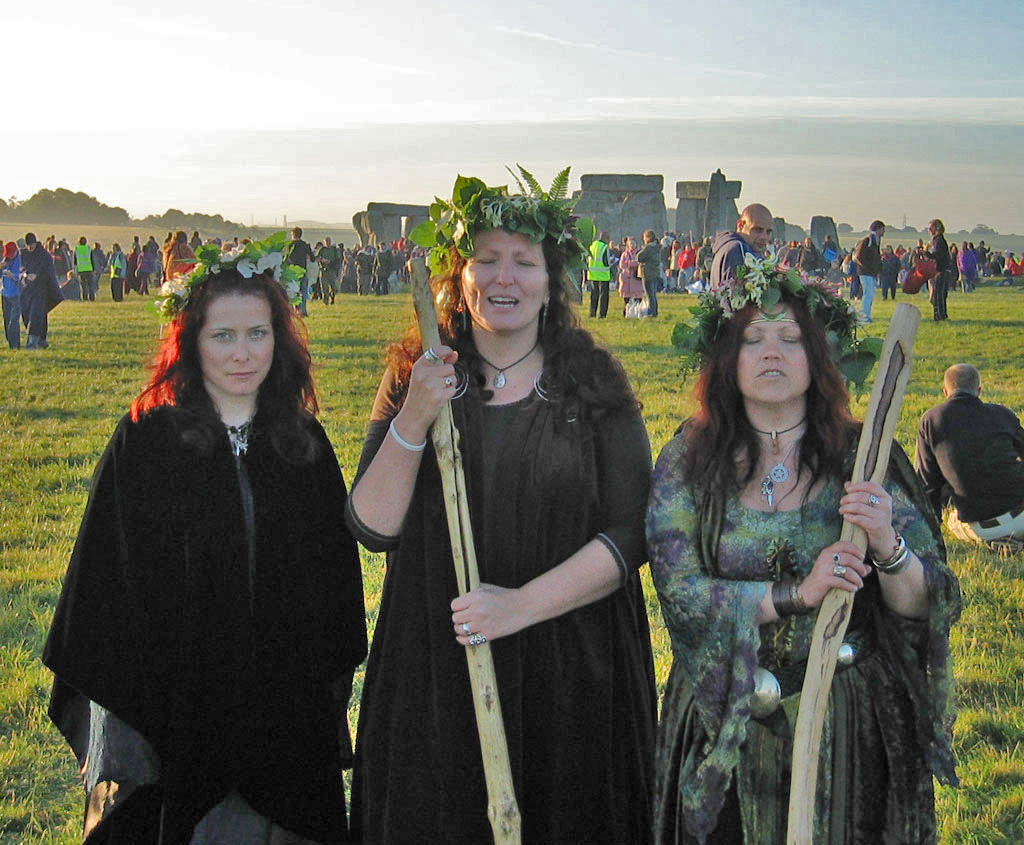
Moderne Druidinnen vor Stonehenge

Die Druidinnen sind im neuzeitlichen Druidentum des keltischen Neopaganismus (Neuheidentum) ein wichtiger Faktor als Träger des Zeremoniales und der Mantik. Auch im Orden der Barden, Ovaten und Druiden und im feministischen Wicca-Kult, der „Religion der Hexen“, stellen sie eine erhebliche Anzahl des Kultpersonals, im letztgenannten Kult werden sie Wicca genannt. Sie richten sich fast alle nach dem Kalender des Keltischen Jahreskreises und den Mythen des Keltischen Baumkreises, beides neopagane Konstruktionen ohne historischen keltisch-mythischen Hintergrund.
Gerald Brosseau Gardner, einer der Begründer der Wicca-Bewegung, hat die oben zitierte Stelle bei Pomponius Mela angeblich in Gaius Iulius Caesars De bello Gallico gefunden (wo sie in Wahrheit nicht vorkommt!) und ausgeschmückt:
There was also a class of diviners called Druidesses and mentioned by Caesar in his „De bello Gallico“, who were looked on as even more ancient than the Druids; they were shape-changers and seem to have had all the characteristics of witches. They made rain by sprinkling water over or beside nude virgins […]
Auch gab es eine Klasse von Wahrsagern, Druidinnen genannt, die bei Caesar in seinem „Gallischen Krieg“ erwähnt werden, die für älter als die Druiden angesehen werden; sie waren Gestaltwechsler und schienen alle Eigenschaften von Hexen besessen zu haben. Sie machten Regen, indem sie Wasser über oder neben nackte Jungfrauen versprengten […]
Abgesehen vom dominierenden Aspekt der Keltischen Mythologie finden sich im Gedankengut der neuzeitlichen Druidinnen auch Germanische Mythologie, Schamanismus (siehe auch Neoschamanismus) und zum Teil Indianische Mythologie (siehe auch White Buffalo Woman).

## Fantasy-Figuren
Einige Wesen aus den Fantasy-Romanen von J. R. R. Tolkien, Marion Zimmer Bradley, Joanne K. Rowling und anderen Autoren sind den keltischen Druidinnen, Seherinnen und Heilerinnen nachempfunden.